# Rod Fontana
Rod Fontana est le nom de scène de Ronald Boyer, acteur de films pornographiques américain né le 18 septembre 1952.

## Biographie
Rod Fontana quitte l'école assez jeune pour s'enrôler dans l'armée et combat au Vietnam. À son retour aux États-Unis, en 1975, il espère rejoindre la police de New York mais la proposition d'emploi est retirée. Un ami acteur lui suggère alors d'essayer la pornographie et il tourne sa première scène au cours de l'été 1976. Il quitte la pornographie dans les années 1980 pour retourner dans l'armée puis y revient dans les années 1990.
En juillet 2007, le New York Times rapporte que Rod Fontana est devenu détective privé tout en étant très impliqué dans l'Église épiscopale,. Cependant, il est apparu dans plusieurs films produits par Hustler Video en 2008 et a déclaré à Adult Video News que le journal avait mal interprété ses propos.
Rod Fontana est marié à l'actrice Liza Harper. Leur fille, née en 2002, a failli mourir d'une infection causée par une piqure d'insecte. Cet incident a rapproché le couple de la religion.
Il est membre de l'AVN Hall of Fame depuis 2005.

## Récompenses
- 2005 : AVN Award Meilleur acteur dans un second rôle - Film (Best Supporting Actor - Film) pour The 8th sin
- 2005 : AVN Award Meilleure scène de sexe oral - Vidéo (Best Oral Sex Scene - Video) pour Cum Swallowing Whores 2 (avec Ava Devine, Francesca Le, Guy DiSilva, Steven French, Scott Lyons, Mario Rossi et Arnold Schwartzenpecker)

## Filmographie sélective
- The Sex Files: A Dark XXX Parody (2009)
- The 8th Sin (2004)
- Cum Swallowing Whores 2 (2003)